# پائوگرانده
پائوگرانده (به پرتغالی: Pau Grande) یک منطقهٔ مسکونی در برزیل است که در منطقه جنوب شرقی برزیل واقع شده‌است.
از جمله سرشناس‌ترین اهالی پائوگرانده می‌توان به گارینشا، بازیکن فوتبال سابق تیم ملی برزیل، اشاره کرد.